# Baszkatin
Baszkatin (arab. بشقاتين) – wieś w Syrii, w muhafazie Aleppo. W 2004 roku liczyła 
912 mieszkańców.